# ニオイワチチタケ
ニオイワチチタケ(Lactarius subzonarius )はベニタケ科チチタケ属に分類されるキノコの一種。

## 形態
かさは直径1.5-5cm程度、幼時は半球形であるが次第に開いて、ほぼ平らあるいは浅い皿状となる。表面は湿った時には弱い粘性があるが乾きやすく、渇けば多少粉状をなし、肌色～淡い橙褐色を呈し、時に不明瞭な同心円状の環紋をあらわし、表皮は剥ぎとりにくい。
かさ・柄の肉は堅いがもろい肉質で、ほぼ白色（表皮の直下は淡褐色を帯びる）で傷つけても変色することはなく、グアヤク脂のエチルアルコール溶液（グアヤクチンキ）を滴下すると、ゆっくりと暗青緑色に変わる。新鮮なものではにおいはほとんどないが､きのこが乾いてくると、カレー粉のような強い香りを放つ。新鮮なものか乾燥したものかを問わず、味はほとんどない。
ひだは柄に直生～上生（あるいは垂生状に直生）し、密でクリーム色ないし淡橙褐色を呈し、古くなると暗褐色のしみを生じる場合があり､分岐や連絡脈を生じない。柄はほぼ上下同大で長さ2～4cm、径3～8㎜程度、かさより色が淡く、基部にはしばしば淡黄褐色の短い粗毛が密生しており､中空である。
かさ・柄・ひだのいずれも、新鮮な時にはうっすらと白濁した水っぽい乳液を含むが、この乳液は空気に触れても変色せず､辛味もない。
胞子紋はクリーム色を呈する。胞子は広卵形で、ところどころで連絡あるいは不規則に途切れた繊細な畝状の隆起（ヨウ素溶液で青黒色に染まる）と低いいぼとをこうむる。かさの表皮層は僅かにゼラチン化せず、かさの表面にやや平行に匍匐して走る菌糸で構成されており、個々の菌糸の末端細胞はひんぱんに立ち上がっている。

## 生態
夏～秋に、ブナ科（マテバシイ・コナラ・スダジイ・ツブラジイ・シラカシ・アカガシ・ナラガシワ・クヌギ・アベマキ・クリなどからなる林内、もしくはこれらにアカマツやモミなどの針葉樹が混じった林内の地上に発生する。生きた樹木の細根に外生菌根を形成して生活していると考えられている。

## 分布
日本と韓国および中国（雲南）から記録されているが､ブナ科の樹種が分布する地域であれば､今後の調査で発見される可能性はあると思われる。

## 類似種
日本ではニセヒメチチタケ（Lactarius camphoratus (Bull.:Fr.) Fr.）が知られており､ 子実体の褐色系の色調やカレー粉のような香り､あるいは辛味を欠くことなどにおいて共通するが､やや小形であることや､かさの表面に同心円状の環紋をあらさわないこと、あるいは胞子の表面の紋様が畝状をなさず、互いに独立した低いいぼ状突起のみであることなどによって容易に区別できる。また､チョウジチチタケは、かさに明瞭な環紋を生じる点でニオイワチチタケと紛らわしいが、後者のような強い香気を欠いている。ヤミイロタケはしばしば弱い辛味があり、むしろ甘い香り（ココナッツのような香りと形容される）を有する点・かさの表面の環紋がニオイワチチタケに比べて不明瞭な点・主としてカバノキ属の樹下に発生する点で異なっている。
同様にカレー粉のような香りを放つきのことしては、Lactrius fragilis (Burl.) Hesler & A. H. Smith var. fragilis（ニセヒメチチタケの変種として扱う意見もある）や　L. rubidus (Hesler & A. H. Smith) Methven・ L. cimicarius (Batsch) Gill. 、あるいは L. serifluus (de Cand.: Fr.) Fr. などが知られているが、いずれも日本からの採集記録はまだ知られていない。これらは、いずれもチチタケ属 の Section  Russulales (ヒメチチタケ節：タイプ 種はヒメチチタケ（Lactarius subdulcis (Pers.: Fr.) Gray）に属するが、ヒメチチタケ節に属する種のすべてがカレーのような香りを有するわけではなく、まったく無臭の種類も知られているし、ヤミイロタケのようにココナッツに似た甘い香りを放つ種も存在する。

## 食・毒性
分類学的位置から推定して、少なくとも有毒ではないと思われるが、日本ではこれを食用に供する習慣は今までのところ知られていない。ただし中国（雲南省）では、市場で販売されているという。
欧米では、チチタケ属のうち、カレー粉のような香りを放つ種類をキャンディー・キャップ （Candy cap）の俗称で呼び、一部で食材の一種として用いているが、料理の素材というよりも菓子（クッキーなど）の香りづけとして使われるのが一般的である。